# Guglielmo Borremans
Pour les articles homonymes, voir Borremans.
Guglielmo Borremans, né à Anvers en 1672 et mort à Palerme en 1744, est un peintre originaire des Pays-Bas espagnols. Il a cependant vécu et peint en Italie, particulièrement dans la région napolitaine et sicilienne, où il a décoré de fresques de nombreuses églises. Ses œuvres sont également présentes dans plusieurs musées.

## Biographie
On est peu renseigné sur sa jeunesse et sur la formation qu’il a reçue. Il se peut que, ayant fait le voyage en Italie, devenu impératif pour les artistes de son époque, il choisisse de demeurer sur place, plutôt de retourner dans son pays natal.
Au début de sa carrière italienne, il réside à Naples où il prend connaissance de l’œuvre de Luca Giordano et de Paolo de Matteis. Vers 1714-1715, il s’installe à Palerme, où il développe son style, issu de sa formation picturale flamande, mais enrichi de l’expérience napolitaine plus récente. La renommée de l’artiste s'étend alors bien au-delà de Palerme : les commandes lui parviennent de toute l’île et donnent témoignage de l’enthousiasme avec lequel sa vivacité chromatique et son sens de la composition furent accueillis.
Plusieurs grands musées, ainsi que les églises de toute la Sicile, possèdent des œuvres de Borremans. Il réalisa, entre autres, des séries remarquables de fresques dans la basilique de Santa Maria Assunta (en) à Alcamo, de l'église delle Anime Sante (en) à Enna, de l'église di San Giuseppe à Leonforte et de l'église dell'Assunta di San Giuseppe dei Teatini à Palerme.

## Œuvres
Un choix parmi les œuvres :
Palerme (Sicile)
- fresques de la chiesa di San Ranieri e dei Santi Quaranta Martiri Pisani (it)
- fresques de la chiesa di S. Maria di Montevergini

Alcamo (Sicile)
- 38 fresques de la basilique de Santa Maria Assunta (en)

Catane (Sicile)
- une Annonciation de la chiesa dei Minoriti

Caltanissetta (Sicile)
- fresques de la cathédrale Santa Maria la Nova (à partir de 1722)
- fresques de la chiesa di Sant'Agata al Collegio (it)

Cosenza (Calabre)
- dans la chapelle de Santa Caterina d’Alessandria, plafond de l’abside : une Gloria di Santa Caterina, puis six autres tableaux datant de 1705, inspirés par des évènements de la vie de sainte Catherine

Nicosia (Sicile)
- dans l'église de San Vincenzo Ferreri, plafond de l'abside : une Gloria di San Vincenzo Ferreri, datant de 1717. Fresques représentant, entre autres, un ange jouant de la trompette, semblant toujours tourné vers le visiteur, quelle que soit sa position dans l'église.